# Skoki do wody na Mistrzostwach Świata w Pływaniu 2017 – wieża 10 m synchronicznie mężczyzn
Wieża 10 m synchronicznie mężczyzn – jedna z konkurencji rozgrywanych w ramach skoków do wody, podczas mistrzostw świata w pływaniu w 2017. Eliminacje oraz finał odbyły się 17 lipca.
Do eliminacji zgłoszonych zostało 13 par. Dwanaście najlepszych duetów awansowało do finałowej rywalizacji.
Zwycięzcami konkurencji zostali reprezentanci Chin Chen Aisen i Yang Hao. Drugą pozycję zajęli zawodnicy z Rosji Aleksandr Bondar i Wiktor Minibajew, trzecią zaś niemieccy skoczkowie Patrick Hausding i Sascha Klein.

## Wyniki
| Miejsce | Zawodnicy                             | Państwo           | Eliminacje | Eliminacje | Finał  | Finał   |
| Miejsce | Zawodnicy                             | Państwo           | Wynik      | Miejsce    | Wynik  | Miejsce |
| ------- | ------------------------------------- | ----------------- | ---------- | ---------- | ------ | ------- |
| 01 !    | Chen Aisen Yang Hao                   | Chiny             | 466,44     | 1.         | 498,48 | 1.      |
| 02 !    | Aleksandr Bondar Wiktor Minibajew     | Rosja             | 415,02     | 4.         | 458,85 | 2.      |
| 03 !    | Patrick Hausding Sascha Klein         | Niemcy            | 412,92     | 5.         | 440,82 | 3.      |
| 4.      | Tom Daley Daniel Goodfellow           | Wielka Brytania   | 433,14     | 2.         | 418,02 | 4.      |
| 5.      | Maksym Dołchow Ołeksandr Horszkowozow | Ukraina           | 419,01     | 3.         | 416,31 | 5.      |
| 6.      | Steele Johnson Brandon Loschiavo      | Stany Zjednoczone | 406,53     | 8.         | 406,83 | 6.      |
| 7.      | Kim Yeong-nam Woo Ha-ram              | Korea Południowa  | 378,36     | 10.        | 391,17 | 7.      |
| 8.      | Domonic Bedggood Declan Stacey        | Australia         | 388,20     | 9.         | 387,30 | 8.      |
| 9.      | Władimir Harutjunjan Lew Sargsjan     | Armenia           | 368,40     | 11.        | 385,20 | 9.      |
| 10.     | José Balleza Kevin Berlín             | Meksyk            | 411,72     | 6.         | 378,48 | 10.     |
| 11.     | Hyon Il-myong Ri Hyon-ju              | Korea Północna    | 409,95     | 7.         | 372,24 | 11.     |
| 12.     | Arciom Barouski Wadim Kaptur          | Białoruś          | 361,83     | 12.        | 362,04 | 12.     |
| 13.     | Kevin García Víctor Ortega            | Kolumbia          | 333,96     | 13.        | NQ     | NQ      |